# Tuchmacher-Museum Bramsche
Das Tuchmacher-Museum in Bramsche (offizielle Schreibweise: Tuchmacher Museum Bramsche) wurde 1997 eröffnet. Es beschäftigt sich mit der Herstellung insbesondere von Woll-Tuchen und befindet sich in den Gebäuden der Bramscher Tuchmacher-Innung, die ihren Betrieb 1972 einstellte. Im Zentrum des Museums steht die Vorführung historischer Maschinen zum Spinnen und Weben. Im Museum wird der vollständige Prozess des Tuchmachens, vom Kämmen der Wolle, Färben über das Spinnen bis zum Weben demonstriert. Besonders beeindruckend sind die Spinnmaschine mit ca. 100 Spindeln und der Jacquard-Webstuhl. Seit 2010 gehört das Tuchmacher-Museum zur Route der Industriekultur im Nordwesten.
Teile des TV-Fünfteilers Sturmzeit (ZDF 1999, nach dem gleichnamigen Roman von Charlotte Link) wurden in einem der Maschinenräume gedreht. In den Räumlichkeiten des Museums finden daneben auch regelmäßig Konzerte sowie Ausstellungen zu Kunst oder historischen bzw. technischen Themen statt.
2019 wurde das Museum mit dem Museumsgütesiegel des Museumsverbands Niedersachsen und Bremen e.V. ausgezeichnet.